# Ered Engrin
De Ered Engrin (Nederlands: De IJzerbergen) zijn een fictief hoogland, dat voorkomt in de werken van J.R.R. Tolkien over Midden-aarde. De IJzerbergen werden in de vroege geschiedenis van Arda door Melkor opgeworpen als zijn vesting. De Thangorodrim en Angband waren hierin gevestigd.
Na het breken van Beleriand bleven de IJzerheuvels (Emyn Engrin) en Grijze Bergen (Ered Mithrim) als overblijfselen over.
De IJzerheuvels lagen ten oosten van de Eenzame Berg en in het boek De Hobbit heerste Dáin daar, als koning van de Langbaarden (Dwergen van Durin).
De Grijze Bergen (Ered Mithrim) lagen ten noorden, westen en oosten van de Nevelbergen (Hithaeglir). Hier waren steden van de Langbaarden gevestigd tot deze werden vernietigd door Draken. De plaats waar Durin ontwaakte, Gundabad bevond zich op het punt waar de Grijze Bergen (Ered Mithrim) de Nevelbergen (Hithaeglir) kruisten.